# Cloud Peak
Cloud Peak – najwyższy szczyt w Paśmie Bighorn w stanie Wyoming. Wznosi się na wysokość 4013 metrów n.p.m. Najłatwiejszy do zdobycia od strony zachodniej. Szczyt znajduje się na liczącym 765 km² obszarze chronionym o nazwie Cloud Peak Wilderness na terenie Lasów Państwowych. Na północno-wschodnich stokach znajduje się cyrk lodowcowy z którego wypływa Lodowiec Cloud Peak, ostatni aktywny lodowiec Pasma Bighorn.
Cloud Peak znajduje się na pograniczu hrabstw Johnson i Big Horn w Wyoming i stanowi najwyższy punkt obu hrabstw.  Jako najwyższe wzniesienie pasma, Cloud Peak odznacza się wyjątkową wybitnością wynoszącą 2,154 m. Oznacza to, że góra jest drugą co do wybitności w całym Wyoming, ustępując tylko nieznacznie górze Gannett Peak i szesnastą w całych kontynentalnych Stanach Zjednoczonych.